# Congrégation des chanoines réguliers de Saint-Maurice d'Agaune
Pour les articles homonymes, voir CRA.
La Congrégation des chanoines réguliers de Saint-Maurice d'Agaune (C.R.A.) ou Congrégation helvétique de Saint-Maurice est une congrégation catholique canoniale fondée le 30 mars 1128. Depuis le 1er août 2015, l'abbé est Jean Scarcella.

## Histoire

### Fondation

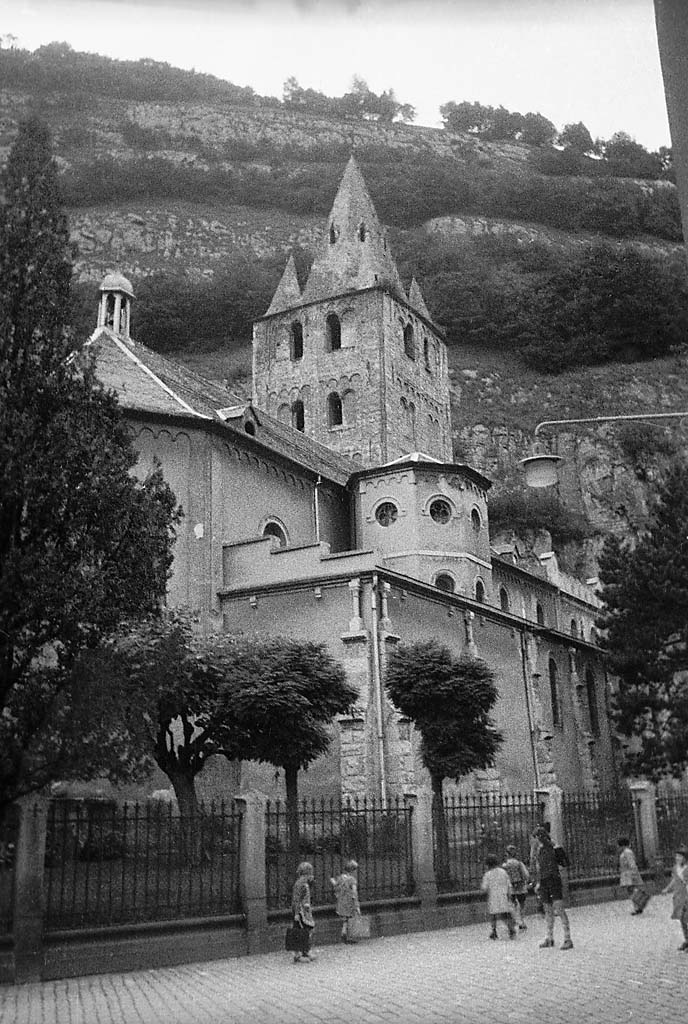
Abbaye de Saint-Maurice d'Agaune à Saint-Maurice dans le Valais.

Si l'abbaye de Saint-Maurice fondée par le roi des Burgondes Sigismond existe depuis l'an 515, elle accueille dans un premier temps une vie monacale. Il faut attendre le IXe siècle pour que les premiers chanoines viennent peu à peu remplacer les moines. Ce n'est que le 30 mars 1128 qu'Amédée III de Savoie signe un document déclarant que sa famille renonce à sa domination sur l'abbaye. Honorius II approuve ce document et la Règle de saint Augustin est adoptée. Pendant une vingtaine d'années des chanoines réguliers et des chanoines séculiers vont vivre ensemble. Lorsque ces derniers finissent par disparaître en 1147, le titre d'abbé est alors rétabli.
Durant le Moyen Âge et l'époque moderne, les chanoines de l'abbaye vont fonder plusieurs prieurés. Il y a notamment le prieuré de Saint-Maurice à Aigle, le prieuré Sainte-Madelaine à Vétroz, le prieuré de Saint-Jean à Semur-en-Auxois, etc.

### Collégiale
La congrégation de chanoines se voit modifiée à la fin du XIIIe siècle et au début du XIVe siècle, elle ne comporte plus de prieur. Les fonds de l'abbaye sont dispersés et les prébendes apparaissent. Il faut attendre le XVIIe siècle pour que le père abbé Pierre IV Maurice Odet, en 1640, supprime les prébendes, rétablisse la charge de prieur et la vie communautaire.

### Confédération des Chanoines Réguliers de saint Augustin
Par une lettre apostolique, Jean XXIII crée le 4 mai 1959 la Confédération des Chanoines Réguliers de saint Augustin qui regroupe différentes congrégations canoniales suivant la Règle de saint Augustin. Celle de saint Maurice est alors mentionnée sous le nom de Congrégation helvétique de Saint-Maurice. Elle est l'une des quatre congrégations fondatrices avec celles de Latran, d'Autriche et celle du Grand-Saint-Bernard. Par la suite, d'autres congrégations rejoindront cette fédération.

## Activités pastorales

### Missions
À la fin du XIXe siècle, les chanoines tentent d'établir une mission en Algérie, mais celle-ci s'avère infructueuse. L'abbé Joseph Mariétan retente l'expérience et envoie quelques chanoines au Sikkim, dans le but d'éduquer et d'évangéliser la population locale. Néanmoins, ces derniers sont mal préparés. Des fonds insuffisants pour la mission sont levés ; les chanoines maîtrisent mal l'anglais, et ne connaissent pas ou que très mal les mœurs et coutumes locales, ce qui fait qu'ils sont mal reçus par la population locale. Ce second essai d'activité missionnaire est donc aussi un échec. Néanmoins, après que Joseph Mariétan a démissionné en 1931, son successeur Bernard Burquier envoie à nouveau des chanoines missionnaires en 1934. Cette fois-ci ils sont mieux préparés et la mission connait un certain succès. La dynamique change d'orientation en s'axant principalement autour du développement avant l'évangélisation. La Confédération suisse prend part à l'aide au développement par la mise en place d'un partenariat entre l'abbaye et la DDC, ce qui assurera le financement des activités et notamment la création de l'école Saint-Augustin (en) à Kalimpong dans les années 1960. Par la suite, d'autres missions seront conduites notamment en 1974 au Pérou et en 2004 au Kazakhstan. En Inde, deux diocèses sont créés à la suite de l'activité missionnaire. Ce sont les diocèses de Darjeeling et de Bagdogra (en), tous deux suffragants de l'archidiocèse de Calcutta.
En 2012, l'Abbaye s'engage à soutenir la fondation d'une communauté de prêtres congolais (formés à Saint-Maurice). Cette Communauté des Augustiniens Missionnaires de Saint-Maurice (CASM) est actuellement établie sur la Colline de Malandji Makulu, dans la province du Kasaï Occidental en RDC. Ils s'occupent de la paroisse catholique et du sanctuaire Notre-Dame du Kasaï.
Parmi ses missions, la congrégation offre aussi sa présence au aumônerie. C'est ainsi que, par exemple, elle délègue de manière permanente un chanoine sur le campus de l'Université de Lausanne et de l'École polytechnique fédérale de Lausanne depuis 1999,.

### Enseignement
La congrégation a aussi l'enseignement dans ses tâches. En effet, celui-ci est dispensé à l'abbaye depuis le VIe siècle. Il est d'abord essentiellement religieux, tourné vers l'éducation des moines. Ensuite, il vise les laïcs, particulièrement les enfants de notables, puis tous les laïcs peu à peu admis. En 1806, la république rhodanienne reconnait le collège de l'Abbaye de Saint-Maurice comme établissement scolaire. Si le corps enseignant a longtemps été composé uniquement de chanoines, au XXIe siècle, il est aujourd'hui essentiellement composé de laïcs. Le recteur de l'établissement demeure un chanoine.

## Chanoines renommés
- Joseph Roduit (1939-2015), 94e Père Abbé
- Jean Scarcella (1951-), 95e Père Abbé
- Georges Athanasiadès (1929-2022), maître organiste